# Дем'ян Васильович Оболонський
Дем'я́н Васи́льович Оболо́нський  (родове прізвище — Каневський-Оболонський) (? — † 1758) — генеральний бунчужний глухівського періоду в історії України (1741—1752 рр.), генеральний осавул (1752—1757 рр.) та генеральний суддя (1756—1758 рр.) за правління Кирила Розумовського. 

## Біографія
Син Василя Івановича Оболонського (Каневського-Оболонського), сотника Сосницького (1715—1719) та Анастасії Мануйлівни Мануйлович, сестри генерального осавула Івана Мануйловича.
У 1724 – 1728 роках — канцелярист Генеральної військової канцелярії, з 1727 року — за старшого військового канцеляриста, у 1735 – 1741 роках — писар генерального суду. У 1738 році дружина бунчукового товариша Івана Піроцького — Марія — подала на нього скаргу за захоплення лісу біля сл. Семенівки Глухівської сотні та самовільне користування млином. У тому ж році захопив ґрунти у козака Глухівської сотні с. Уздиця Федора Васильовича. У 1739 році отримав охоронний лист на звільнення від постоїв шинкового двору біля Глухова. 
Генеральний бунчужний у 1741—1752 роках. Володів млином на р. Головеньці під с.Крисками Понорницької сотні. Генеральний осавул (1752—1757 рр.) та Генеральний суддя (1756—1758 рр.).

## Родина
Дружина — Тетяна, донька Степана Родзянки,  миргородського полкового обозного
Його син — Дем'ян (1742 — після 1804) — бунчуковий товариш (1767), прем'єр-майор (1780), колезький радник (1798), суддя ген. суду в Полтаві (1803—1804), дійсний статський радник, благодійник. Фундація Д. Д. Оболонського у с. Оболонь: мурована Преображенська церква (1810) із дзвіницею (зруйновані більшовицькою владою у сер. 20 ст.).
Його дочка — Надія Дем'янівна Оболонська (в шлюбі Пламенець, рос.варіант — Пламенцева) (09.1744 — 16.11.1830) — хрещениця російської імператриці Єлизавети Петрівни.